# Michael et Peter Spierig
Michael Spierig et Peter Spierig, nés le 29 avril 1976 à Buchholz (Allemagne), sont des réalisateurs, scénaristes et producteurs australiens.

## Filmographie

### Réalisateurs et scénaristes
- 2000 : The Big Picture (court métrage)
- 2003 : Undead
- 2009 : Daybreakers
- 2014 : Prédestination (Predestination)
- 2017 : Jigsaw (seulement réalisateurs)
- 2018 : La Malédiction  Winchester (Winchester: The House that Ghosts Built)

### Producteurs
- 2000 : The Big Picture
- 2003 : Undead
- 2014 : Prédestination (Predestination)